# Ораовица (код Грделице)
Ораовица је приградско насеље града Лесковца у Јабланичком округу. Према попису из 2022. био је 1.541 становник. Ово је једно од највећих села у Грделичкој клисури. Лежи југозападно од Грделице, на земљишту високом од 360 до 400 m.

## Географија
Налази се у широкој котлини непосредно пред улазак у Грделичку клисуру. Називи потеса у атару су: Ораовичко Поље, Мирковац, Горње Поље, Кошарско, Манастир, Караманова Чука, Стража, Далкаранова Долина, Друм, Морава, Лужавица, Големо Дрво, Моравиште, Огложина, Стублина, Каменитица, Рибарци, Јабучје, Латинско Гробље, Лојиште, Витлиште, Испустиште, Линчиште, Солило, Ржиште, Овсиште, Јованчевац, Лаз, Шарено Дрво, Плоче и Јавор.

## Тип села
Насеље је разбијеног типа. Дели се на махале: Река, Горње Поље, Мигуловац, Кошарско, Војиница и Морава. Махале су међусобно оштро издвојене. У селу је 1959 било 314 домова.

## Старине у селу
Назив Манастир односи се на узвишење које лежи у североисточном делу села поред Јужне Мораве. На њему се налази црквица Св. Николе. Мештани не знају када је зидана. Око те црквице било је гробова. У близини те црквице је узвишење Стража.
Овде се налази Манастир Светог Николе код Ораовице.

## Из прошлости села
У народу се говори, да је некада скадарски паша са војском логоровао у Ораовичком Пољу. По народном предању, оне је био веома правичан. Једном је неки његов војник „направио зло у селу“. Паша је наредио да се тај војник стреља. Он је убио и коња који је повредио једно српско дете на месту Мужевица.
На потесу Витлиште, између махала Река и Мугуловац, раније је постојао „турски сарај“. У њему је боравио „Турчин господар“. Њему је припадало цело данашње Ораовичко Поље. Неки кажу да се последњи господар звао Исмаил. На месту Шубарско Гумниште вршило се жито за десетак.
По једном извештају из 1878. године помиње се мушка школа у месту. Радила је у једној собици црквене куће, јер су нови школски конак запалили Турци. Школу је похађало 25 ђака из неколико села, која су школу прилогом и издржавала. Учитељ је био из Ораовице са годишњом платом од 600 гроша.

## Постанак села
Како је настала данашња Ораовица не може се тачно утврдити. По неким казивањима, изгледа да је у овом селу најстарија Река Махала. Она је данас средишњи и главни део насеља са школом, црквом и гробљем. Намножени становници ове махале касније прелазе у друге делове атара и тамо оснивају посебне махале.
Раније је Ораовица имала још две махале. То су биле Робиндел и Бистрица. Поменуте махале, због удаљености и бројности становништва, постепено су се издвојила као посебна села. Сада постоји намера да се из села издвоји и махала Војиница.
Све махале Ораовице имају заједничко гробље. Налази се у Река Махали. Посебне крстове, око којих се приређују сабори на дан сеоске славе (Спасовдан) сада имају само три махале: Војиница, Горње Поље и Морава.
Ораовица је брзо нарасла по ослобођењу од Турака 1878. године. Те године свака махала је имала по 10 кућа.
Крајем XIX и почетком XX века у Ораовици је био учитељ Светозар Поповић – Параћинац. Он је био следбеник Васе Пелагића. За Поповића старији људи кажу да је био човек „каквог мајка Српкиња не роди више“. Он је научио многе сељаке да калеме, риљају, гаје детелину, винову лозу, бостан и др.

## Демографија
У насељу Ораовица живи 1767 пунолетних становника, а просечна старост становништва износи 40,4 година (39,9 код мушкараца и 41,0 код жена). У насељу има 647 домаћинстава, а просечан број чланова по домаћинству је 3,42.
Ово насеље је великим делом насељено Србима (према попису из 2002. године).
|  |

| Демографија | Демографија | Демографија |
| Година      | Становника  | Становника  |
| ----------- | ----------- | ----------- |
| 1948.       | 1.929       |             |
| 1953.       | 2.113       |             |
| 1961.       | 2.267       |             |
| 1971.       | 2.289       |             |
| 1981.       | 2.361       |             |
| 1991.       | 2.165       | 2.114       |
| 2002.       | 2.210       | 2.305       |
| 2011.       | 1.944       |             |
| 2022.       | 1.541       |             |

| Етнички састав према попису из 2002.‍ | Етнички састав према попису из 2002.‍ | Етнички састав према попису из 2002.‍ | Етнички састав према попису из 2002.‍ | Етнички састав према попису из 2002.‍ |
| ------------------------------------ | ------------------------------------ | ------------------------------------ | ------------------------------------ | ------------------------------------ |
|                                      |                                      |                                      |                                      |                                      |
| Срби                                 | Срби                                 |                                      | 2.201                                | 99,59%                               |
| Македонци                            | Македонци                            |                                      | 2                                    | 0,09%                                |
| Румуни                               | Румуни                               |                                      | 1                                    | 0,04%                                |
| Бошњаци                              | Бошњаци                              |                                      | 1                                    | 0,04%                                |
| непознато                            | непознато                            |                                      | 4                                    | 0,18%                                |

| \| \| м \| \| \| ж \| \| ? \| 4 \| \| \| 6 \| \| 80+ \| 15 \| \| \| 22 \| \| 75—79 \| 30 \| \| \| 36 \| \| 70—74 \| 67 \| \| \| 81 \| \| 65—69 \| 61 \| \| \| 84 \| \| 60—64 \| 66 \| \| \| 79 \| \| 55—59 \| 52 \| \| \| 45 \| \| 50—54 \| 75 \| \| \| 60 \| \| 45—49 \| 113 \| \| \| 88 \| \| 40—44 \| 76 \| \| \| 78 \| \| 35—39 \| 73 \| \| \| 70 \| \| 30—34 \| 67 \| \| \| 68 \| \| 25—29 \| 76 \| \| \| 69 \| \| 20—24 \| 78 \| \| \| 74 \| \| 15—19 \| 65 \| \| \| 70 \| \| 10—14 \| 68 \| \| \| 64 \| \| 5—9 \| 61 \| \| \| 65 \| \| 0—4 \| 49 \| \| \| 55 \| \| Просек : \| 39,9 \| \| \| 41,0 \| |      |  |  |      |
| |      |  |  |      |
| | м    |  |  | ж    |
| ? | 4    |  |  | 6    |
| 80+ | 15   |  |  | 22   |
| 75—79 | 30   |  |  | 36   |
| 70—74 | 67   |  |  | 81   |
| 65—69 | 61   |  |  | 84   |
| 60—64 | 66   |  |  | 79   |
| 55—59 | 52   |  |  | 45   |
| 50—54 | 75   |  |  | 60   |
| 45—49 | 113  |  |  | 88   |
| 40—44 | 76   |  |  | 78   |
| 35—39 | 73   |  |  | 70   |
| 30—34 | 67   |  |  | 68   |
| 25—29 | 76   |  |  | 69   |
| 20—24 | 78   |  |  | 74   |
| 15—19 | 65   |  |  | 70   |
| 10—14 | 68   |  |  | 64   |
| 5—9 | 61   |  |  | 65   |
| 0—4 | 49   |  |  | 55   |
| Просек : | 39,9 |  |  | 41,0 |

| Година пописа     | 1948. | 1953. | 1961. | 1971. | 1981. | 1991. | 2002. |
| ----------------- | ----- | ----- | ----- | ----- | ----- | ----- | ----- |
| Број домаћинстава | 353   | 377   | 474   | 546   | 620   | 561   | 647   |

| Број чланова      | 1   | 2   | 3  | 4   | 5  | 6  | 7  | 8 | 9 | 10 и више | Просек |
| ----------------- | --- | --- | -- | --- | -- | -- | -- | - | - | --------- | ------ |
| Број домаћинстава | 100 | 143 | 98 | 141 | 75 | 58 | 19 | 9 | 3 | 1         | 3,42   |

| Пол    | Укупно | Неожењен/Неудата | Ожењен/Удата | Удовац/Удовица | Разведен/Разведена | Непознато |
| ------ | ------ | ---------------- | ------------ | -------------- | ------------------ | --------- |
| Мушки  | 918    | 241              | 610          | 59             | 8                  | 0         |
| Женски | 930    | 163              | 620          | 129            | 18                 | 0         |
| УКУПНО | 1.848  | 404              | 1.230        | 188            | 26                 | 0         |

| Пол    | Укупно                    | Пољопривреда, лов и шумарство | Рибарство                            | Вађење руде и камена | Прерађивачка индустрија       |
| ------ | ------------------------- | ----------------------------- | ------------------------------------ | -------------------- | ----------------------------- |
| Мушки  | 380                       | 21                            | 0                                    | 0                    | 144                           |
| Женски | 209                       | 2                             | 0                                    | 0                    | 128                           |
| Укупно | 589                       | 23                            | 0                                    | 0                    | 272                           |
|        |                           |                               |                                      |                      |                               |
| Пол    | Производња и снабдевање   | Грађевинарство                | Трговина                             | Хотели и ресторани   | Саобраћај, складиштење и везе |
| Мушки  | 6                         | 74                            | 31                                   | 14                   | 17                            |
| Женски | 0                         | 9                             | 15                                   | 7                    | 1                             |
| Укупно | 6                         | 83                            | 46                                   | 21                   | 18                            |
|        |                           |                               |                                      |                      |                               |
| Пол    | Финансијско посредовање   | Некретнине                    | Државна управа и одбрана             | Образовање           | Здравствени и социјални рад   |
| Мушки  | 0                         | 6                             | 11                                   | 22                   | 10                            |
| Женски | 0                         | 0                             | 5                                    | 19                   | 15                            |
| Укупно | 0                         | 6                             | 16                                   | 41                   | 25                            |
|        |                           |                               |                                      |                      |                               |
| Пол    | Остале услужне активности | Приватна домаћинства          | Екстериторијалне организације и тела | Непознато            | Непознато                     |
| Мушки  | 3                         | 0                             | 0                                    | 21                   | 21                            |
| Женски | 2                         | 0                             | 0                                    | 6                    | 6                             |
| Укупно | 5                         | 0                             | 0                                    | 27                   | 27                            |

## Галерија
- Зима у Ораовици.
- Летњиковац